# Modona
Para la ciudad de Metone en Macedonia, véase Metone

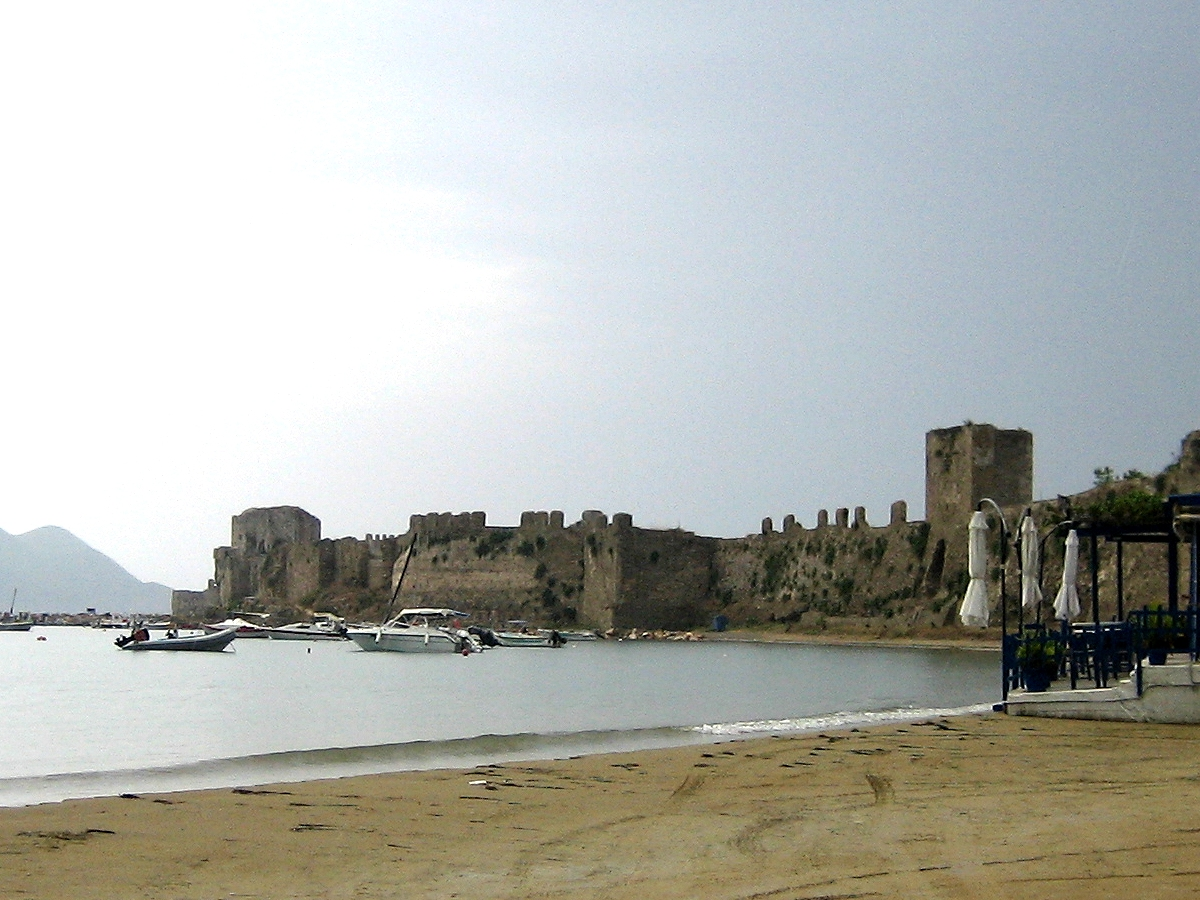
Fortaleza otomano/veneciana de Modona.

Modona, Motone o Metone (en griego antiguo, Μεθώνη o Μοθώνη, griego moderno Μεθώνη) es una ciudad del extremo sudoeste de Mesenia con un excelente puerto enfrente de la isla de Sapienza, del grupo de las Enusas.

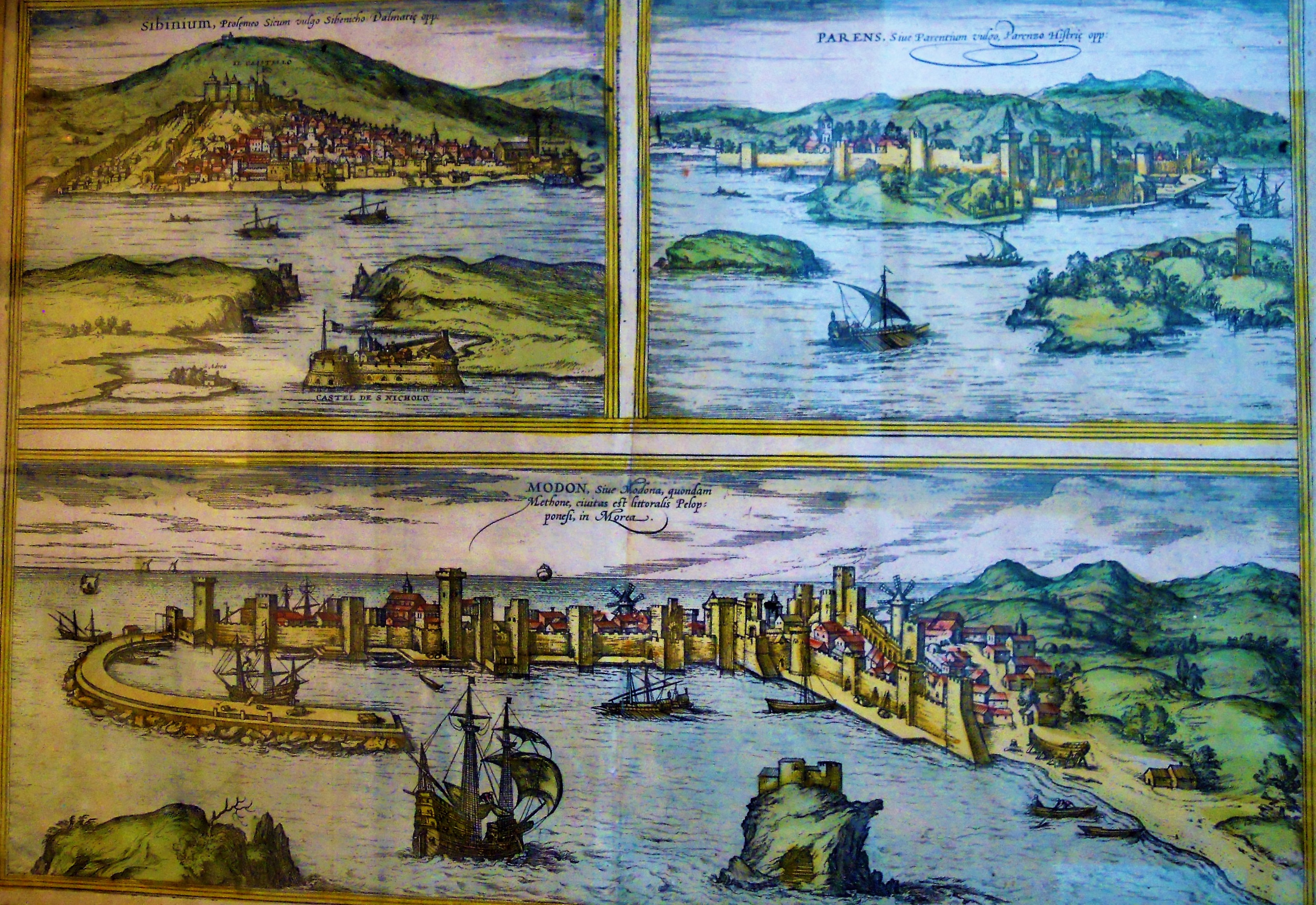
Mapa del puerto de Modona, cuyo original fue grabado en madera colorida, hecho por Sebastian Münster en 1530 (Museo Marítimo del mar Egeo -Mýkonos, Grecia-).

## Historia
Es posible que Metone sea la ciudad que Homero menciona como Pédaso, una de las siete ciudades que Agamenón ofreció a Aquiles. Luego, según la mitología griega, cambió de nombre y pasó a llamarse Motone por una hija de Eneo. Pausanias recoge esta tradición pero añade que, en su opinión, el nombre derivaba del de una roca llamada Motón, que formaba parte del puerto.
Aparece mencionada en las guerras mesenias. En la segunda guerra mesenia Metone y Pilos fueron las únicas ciudades que los mesenios aún dominaban cuando se retiraron a la fortaleza de Hira. Al final de la guerra vencieron los espartanos y cedieron Metone a los habitantes de Nauplia que habían sido expulsados de su ciudad por Argos.
En 431 a. C. fue atacada por los atenienses, pero fueron rechazados por Brásidas.
En 371 a. C. cuando se restableció la independencia de Mesenia, los habitantes de la ciudad, a pesar de no ser mesenios ya que sus orígenes eran de Nauplia, pudieron quedarse allí.
Fue atacada por piratas ilirios en el siglo II a. C.
Un poco antes de la batalla de Actium, la ciudad, que había sido fortificada por Marco Antonio, fue ocupada por Agripa después de un asedio. Allí encontró al exrey Bogud de Mauritania al que hizo matar.
Trajano la reconoció como ciudad libre.
Permaneció en poder del Imperio romano y del Imperio bizantino. Los bizantinos la fortificaron en el siglo VII. La conservaron hasta 1124 cuando se establecieron allí los venecianos, pero jurídicamente fue bizantina hasta que la posesión les fue reconocida a los venecianos en 1206 por el Imperio Latino.
La ciudad se utilizó como base naval y centro de tránsito por los peregrinos a Tierra Santa, negocio que quedó en manos del estado veneciano en 1227. En 1499 fue asediada y ocupada por los otomanos que la retuvieron hasta que Morosini la recuperó para los venecianos en 1686. Los venecianos la llamaban "los ojos de Venecia".
En 1715 volvió a los otomanos que la conservaron hasta 1828 en que pasó a los griegos dirigidos por el general francés Maison, a los que fue reconocida en 1830.